# Тепловозостроение в СССР и России
Тепловозостроение — отрасль тяжёлого машиностроения, занимающаяся производством тепловозов. СССР является первой в мире страной, создавшей практически применимые магистральные тепловозы и положившей начало тепловозостроению как отрасли промышленности.

## Период первых практических тепловозов (1924—1941)
Начало отечественного тепловозостроения было положено 4 января 1922 года постановлением СТО РСФСР, инициатором которого был В. И. Ленин.
В июне 1920 года Ю. В. Ломоносов пишет докладную записку В. И. Ленину и публикует в газете «Экономическая жизнь» статью, в которых предлагает «…немедленно приступить к постройке двадцати тепловозов…» 30 января 1922 года на заседании коллегии НКПС было признано целесообразным «немедленно приступить к сооружению трёх тепловозов». Рассматривались проекты тепловозов с газовой, механической и электрической тяговыми передачами.
Строительство тепловозов с электрической передачей осуществлялось: на заводах Ленинграда (ЮЭ№ 002, позднее обозначался ГЭ1, Щ — ЭЛ1 и ЩЭЛ1) по проекту профессора Я. М. Гаккеля и в Германии (ЮЭ№ 001, позднее Э — ЭЛ2 и ЭЭЛ2) по проекту профессора Ю. В. Ломоносова. Тепловоз с механической передачей (ЭМХт3) построен по проекту Ломоносова, Мейнеке, Шверта и Добровольского в 1923—1926 годах на немецком заводе Гогенцоллерн и прибыл в СССР в 1927 году. Тепловоз по проекту Шелеста с дизелем в качестве генератора газов должен был быть построен в Великобритании, но этому помешала состояться политическая обстановка.
Таким образом, первыми в мире магистральными тепловозами стали советские Щэл1 системы инженера Гаккеля и Ээл2 системы инженера Ломоносова, оба имели электрическую передачу, были построены в 1924 году и совершили свои первые поездки по заводским путям: Щэл1 5 августа, а Ээл2 6 ноября 1924 года, для последнего на заводской территории был специально проложен путь с колеей 1524 мм.
Это были первые в мире мощные магистральные тепловозы, пригодные к практической эксплуатации. Оба они использовались в поездной работе, причем, Ээл2 был отстранен от эксплуатации по моральному устареванию в 1954 году.
Первый магистральный тепловоз Юэ001 (буква Ю была присвоена потому, что она оставалась свободной после введения системы обозначения локомотивов 1912 г.), впоследствии переименованный в Ээл2, построенный с осевой формулой 1-5о-1 под руководством Ломоносова вместе с Добровольским Н. А., Шветером Э. В. и Мейнеке Ф. Х. в 1924 году, имел электропередачу постоянного тока с регулированием по схеме Варда Леонардо и, естественно, обладал гиперболической характеристикой тяги. 6 ноября 1924 года тепловоз Ломоносова Юэ001, впоследствии получивший серию и номер Ээл2, совершил первый пробег на рельсах, специально уложенных во дворе завода в Эсслингене. Это событие стало мировой технической сенсацией — на испытания были приглашены видные деятели технической науки, прессы… Скептики воочию убедились, что локомотив с двигателем Дизеля имеет тяговую характеристику, пригодную для практической работы работы с поездами.
6 ноября 1924 года, в тот же день тепловоз Юэ № 001 был принят международной комиссией из представителей СССР, Германии, Нидерландов, Великобритании и других (список подписей занял 2 страницы! («Локотранс»2000№ 4 с.7)), которые запротоколировали: «Судя по результатам опытов над тепловозом Юэ № 001, создание этого тепловоза и опыты с ним вывели идею тепловоза из стадии академического изучения и воплотили её в формы, пригодные для несения регулярной товарной службы. Последний факт заслуживает быть отмеченным на страницах истории железнодорожной техники». (http://duel-gazeta.livejournal.com/1292443.html)
4 декабря 1924 г. тепловоз Юэ001 на транспортных скатах отправился в Двинск (ныне Даугавпилс), где был переставлен на собственные колесные пары и совершил несколько обкаточных поездок по Латвийской железной дороге, имевшей русскую колею. 20 января 1925 года Юэ001 сделал первый рейс по территории Советского Союза, проведя поезд массой 980 т от Себежа до Великих Лук, а 23 января прибыл в Москву.
Далее тепловоз подвергался эксплуатационным испытаниям и модернизировался, избавляясь от «детских болезней». В течение 1925 года он совершал опытные поездки по Октябрьской, Московско-Казанской, Московско-Курской железным дорогам, а также сделал рейс на Кавказ, в ходе которого побывал в Тбилиси, Ереване, Махачкале. В 1928 г. на нём был установлен новый холодильник с достаточно развитой поверхностью, что дало возможность избавиться от тендера. Второй существенной переделкой явилось подключение параллельно обмоткам возбуждения тяговых электродвигателей резисторов, то есть введение ослабления возбуждения. Это позволило удлинить гиперболическую часть тяговой характеристики тепловоза, благодаря чему последний мог работать с постоянной мощностью при более высоких скоростях (выше 35 км/ч); в результате при конструкционной скорости 50 км/ч и движении по площадке максимально возможная масса поезда возросла с 525 до 850 т, то есть на 62 %. Тепловоз работал надежно, с к. п. д. 23 — 26 %; при скорости 16 — 17 км/ч он реализовывал усилие тяги около 15 000 кгс, имел общую массу 125 т, сцепную массу 92 т и длину по буферам 14 221 мм.
Ээл2 имел определенные недостатки, многократно модернизировался, особенно холодильник, но проработал с поездами до 1954 года, когда был выведен из поездной работы ввиду морального устаревания. В компоновке Э-эл2 просматриваются черты современного маневрового тепловоза: вспомогательные машины размещены со стороны главного генератора, с противоположной стороны — холодильная камера; кабина машиниста сдвинута назад относительно части агрегатов, прикрытых капотом.
Ю. В. Ломоносов, находясь в эмиграции, фактически стал одним из отцов тепловозостроения в США и в Европе. Конструкция Э-эл2 была подробно описана в мировой технической литературе, поэтому сам факт его создания стал началом волны разработки и строительства магистральных и маневровых тепловозов в разных странах, в том числе в США и Германии.
Я. М. Гаккель закончил проработку проекта тепловоза под дизель в 1000 л.с. в сентябре 1921 года. Окончательные параметры построенного тепловоза Юэ002, впоследствии Щэл1: мощность 1000 л.с., масса 180 т, сила тяги 22т, конструкционная скорость 75 км/ч. Электропередача — системы Варда Леонардо в модификации Гаккеля. Десять движущих колесных пар размещались в трех отдельных тележках, что позволяло тепловозу проходить по кривым радиусом 150 м. Осевая формула 1-3о + 0-4о-0 + 0-3о-1, экипажная часть была сконструирована А. С. Раевским. Конструкционная скорость локомотива была 75 км/ч, наибольшая сила тяги на ободе колес — 22000 кгс, мощность ТЭДов — около 800 л. с. Тепловоз имел запас топлива 8 т, воды — 2 т и масла — 1т. Первый самостоятельный выезд Юэ002 состоялся в Ленинграде 5 августа 1924 года. Компоновка Щ-эл1 на протяжении последних 50 лет является классической для большинства магистральных тепловозов в мире — тележечный экипаж, электропередача, двухкабинный кузов вагонного типа, не требующий разворотов, расположение дизеля в центре тяжести.
4 февраля ЮЭ№ 001 был зачислен в инвентарный локомотивный парк. Эта дата считается началом тепловозной тяги. 30 декабря 1925 года в инвентарный парк был зачислен тепловоз ЩЭЛ1.
Параллельно с Юэ001 на заводах Гогенцоллерн, Крупп и Магнет верке создавался первый в мире мощный тепловоз с механической передачей, вначале называвшийся Юм005 и позже переименованный в Эмх3. Этот тепловоз вначале проектировался как тепловоз с гидростатической передачей конструкции Ф. Х. Мейнеке, однако технический уровень того времени не позволил воплотить передачу, что называется, в металле. В итоге тепловоз получил трехступенчатую механическую коробку передач, изменявшую крутящий момент и ту же систему передачи на колесные пары с отбойным валом, что планировалась для работы с гидропередачей Мейнеке. Переключение передач в коробке осуществлялось электромагнитными муфтами под контролем специального прибора, показывавшего разницу оборотов ведущего и ведомого валов. Между дизелем и МКПП находились главная электромагнитная муфта, обеспечивавшая некоторое проскальзывание при включении и плавность соединения дизеля с передачей, и пара конических шестерен. Несмотря на принятые меры, переключение передач все-таки сопровождалось рывками, ломавшими зубья у конических шестерен и приводившими к разрыву поезда. Не спасло положение искусственное понижение мощности дизеля — такого же, как на Ээл, только с реверсом. Эмх3 стал единственным в мире мощным магистральным тепловозом с механической передачей, работавшим с поездами. Он же имел наивысший КПД — 30-31 %. На Эмх3 был достигнут физический предел возможностей механической трансмиссии, впоследствии даже автомобили с мощностью двигателя более 500—600 л. с. снабжались и снабжаются либо гидропередачей, либо электропередачей («Катерпиллер», «Юнит Риг», «БелАЗ»).
Любопытно отметить, что одним из первых машинистов, работавших на Эмх3, был В. А. Малышев, именем которого был назван впоследствии завод, развернувший в том числе и массовый выпуск отечественных тепловозов — ХЗТМ.
Помимо мощных магистральных тепловозов в СССР строились также и маневровые тепловозы. Первыми стали Ьмх1 и Ьмх2 типа 0-2о-0, заказанные в Германии у Круппа и прибывшие в 1931 году. Они имели дизели мощностью 300 л. с. и четырёхступенчатые коробки передач с пневмомуфтами. В 1933 году на Калужском заводе, где уже серийно строились мотовозы, строится маневровый тепловоз АА-1 типа 0-3о-0, также с 300-сильным дизелем и КПП с пневмомуфтами. В его проектировании принимал участие Я. М. Гаккель. В 1936 года Калужский завод построил мотовозы мощностью 140 л. с. МД2.
Помимо относительно маломощных тепловозов с механической передачей были построены мощые маневровые тепловозы с электропередачей — Оэл7, Оэл6 и Оэл10.
Первые тепловозы вначале базировались в Люблино (Московская область), а с 1931 года были переведены в Ашхабад.
В 1930 году тепловозы начал выпускать Коломенский завод; было построено три маневровых тепловоза (ОЭЛ6, ОЭЛ7 и ОЭЛ10). В 1932 году на Коломенском заводе совместно с заводами «Динамо» и ХЭМЗ впервые в мире развертывается серийное производство магистральных тепловозов, продолжавшееся до Великой Отечественной войны. Эти тепловозы с экипажем 2-5о-1 развивали силу тяги около 21 000 кгс при скорости 11 км/ч; при 25 км/ч сила тяги составляла около 9000 кгс, а при наибольшей скорости 55 км/ч — около 1600 кгс.
В 1933 году Калужский завод построил маневровый тепловоз АА — 1 с механической передачей.
В 1934 году на Коломенском заводе был построен двухсекционный тепловоз ВМ20.
Тепловозы серий Ээл № 12 — 27 были оборудованы тормозом Казанцева, а с № 28 — тормозом Матросова. Их передача регулировалась по схеме Варда Леонардо. С 1937 г. после выпуска тепловоза Ээл37 все остальные тепловозы строились как передвижные электростанции, так как НКПС отказался от приема тепловозов в эксплуатацию.
Помимо собственно постройки тепловозов Коломенский завод стал советской «кузницей кадров» тепловозостроения. Именно здесь начинали творческий путь А. А. Кирнарский, Г. А. Жилин, М. М. Козловский, П. В. Якобзон, А. И. Козякин, А. М. Федоров, В. И. Беспяткин, А. С. Близнянский, Н. Г. Лугинин, Б. С. Поздняков и многие другие создатели советских локомотивов. Главным конструктором КПЗ много лет был блестящий инженер Лев Сергеевич Лебедянский, создавший множество локомотивов, многие из которых были новаторскими.
Окончательно постройка тепловозов Ээл на Коломенском заводе была остановлена в связи с началом Великой Отечественной войны. До войны на Коломенском заводе построили 50 тепловозов, и когда в 1955 году ему поручили приступить к серийному выпуску ТЭЗ, это было воспринято как продолжение славного дела, 3 марта 1956 года, в праздничной обстановке, началась сборка первого дизеля 2Д100 для такого локомотива, а 29 июня с заводской территории, столь же торжественно, вывели головной тепловоз, секциям которого присвоили номера 0051 и 0052.(«Техника молодежи», 1994, № 8, с. 18, 19)
Эксплуатация тепловозов показала высокую эффективность их применения по сравнению с паровозами.

## Послевоенный период (1945—1955)
В 1947 году на Харьковском заводе транспортного машиностроения (ХЗТМ) был построен первый тепловоз серии ТЭ1. Его прототипом послужил американский тепловоз серии ДА.
В 1948 году на ХЗТМ был построен первый двухсекционный тепловоз серии ТЭ2, совершенно новый в концептуальном плане. В ТЭ2 впервые были использованы компоновочные и технологические принципы, ставшие определяющими для советского магистрального тепловоза на десятилетия вперед. Его создатели удостоились в 1952 году Сталинской премии 2-й степени. Фактически ТЭ2 явился развитием предвоенного коломенского проекта Т17 — но с новыми, массово освоенными в производстве основными агрегатами.
Следующим этапом развития тепловозостроения в СССР стали создание и освоение в серийном производстве двухсекционного тепловоза ТЭ3. Опытная секция серии ТЭ3 была построена на ХЗТМ в 1953 г., а в 1956 развернуто его крупносерийное производство. Создание этого локомотива, построенного на той же компоновочной основе, что и ТЭ2, но более мощного, стало значительным шагом вперёд и обеспечило прорыв в развитии тепловозной тяги в СССР. По мощности ТЭ3 превосходил самые мощные паровозы того времени (4000 л. с. против 3100 у ФД в форсированном режиме, 2600 л. с. у ЛВ, 3070 л. с. у П36 — самого совершенного послевоенного пассажирского паровоза), а по силе тяги значительно их превосходил, при этом ТЭ3 развивал с поездами существенно большие скорости. На магистралях ТЭ3 оставался основным тепловозом до середины-конца 70х годов XX века, на малодеятельных линиях широко использовался до конца 80х годов. Конструкция ТЭ3 была настолько удачной, что в середине 80-х годов ставился вопрос о возобновлении его серийного выпуска.
Все без исключения тепловозы ХЗТМ сконструированы под руководством выдающегося инженера-конструктора А. А. Кирнарского.

## Новый период (1956—1975)
Повсеместный переход отечественных железных дорог на прогрессивные виды тяги ускорился в 1956 году, когда директивами XX съезда КПСС производство паровозов сокращалось, а тепловозов и электровозов — развёртывалось. С этой целью на производство тепловозов были переоборудованы паровозостроительные заводы: Луганский (Ворошиловградский), Коломенский, Брянский, а также Людиновский локомобильный завод, Калужский, Муромский им. Ф. Э. Дзержинского и Камбарский машиностроительный заводы.
Л. М. Каганович, бывший «железный» нарком (народный комиссар) путей сообщения предвоенных и военных лет, который, руководя отраслью, длительное время по необъяснимым причинам сдерживал развитие новых видов тяги, теперь уже не мог прямо противодействовать решению этой задачи.
Внедрение новых видов тяги на наших дорогах шло очень медленно. Многие специалисты видят причину этого в позиции бывшего «железного» наркома Лазаря Кагановича, который по необъяснимым причинам сдерживал развитие тепловозостроения. Он не был и не мог быть противником тепловозной тяги, так как, не имея специального образования, не разбирался в транспортной технике. Но и версия о его патологическом неприятии всего нового тоже ничего не объясняет. Прекрасный знаток техники и связанных с нею интриг Евгений Прочко рассказал случай, который всё расставил по своим местам. В 1937 году во время демонстрации правительству новой техники Каганович поднялся в кабину тепловоза. В это время моторист без команды начал запуск дизеля. Тогда для этого использовали пневмозапуск, который мог вызвать серию оглушительных хлопков. Каганович, полумёртвый от страха от этой «стрельбы», вывалился из тепловоза на руки охране, а когда пришёл в себя, заявил: «Всё! Больше никаких тепловозов!» Это, действительно, объясняет многое — и прекращение производства тепловозов для нужд НКПС, и «ссылку» уже построенных машин в депо Ашхабад. (http://www.pult.gudok.ru/archive/detail.php?ID=1375382) И в мае 1954 г. этот «профессиональный руководитель», опасавшийся всего нового и непривычного, выступая на Всесоюзном совещании актива работников железнодорожного транспорта, твёрдо и с пафосом заявлял: «Я за паровоз. Я против тех, кто фантазирует, что паровоза у нас не будет».
Буквально неполных два года спустя в своём выступлении на XX съезде КПСС Л. М. Каганович вынужден был поддержать необходимость электрификации железных дорог: «Центральный Комитет партии правильно и решительно поставил вопрос о крутом переводе железных дорог на электрическую тягу, что является важнейшим звеном технической реконструкции железнодорожного транспорта и развития его на базе высшей техники». Можно обратить внимание на два пафосных эпитета: «крутой» и «высший» в этой цитате. Но всё же максимум того, что он смог сделать на съезде, Л. М. Каганович сделал. Пространно говоря о задачах реконструкции железнодорожного транспорта и его электрификации, он в своём выступлении лишь по одному разу произнёс слова «тепловоз» и «тепловозный».
Л. М. Каганович не являлся и не мог являться техническим противником, в частности, тепловозной тяги, ибо специалистом по локомотивам и вообще по транспортной технике он не был («железный» нарком … не имел специального образования", как отметил один из его биографов кандидат исторических наук доцент МИИТа А. Д. Марченко).
Противодействие Л. М. Кагановича внедрению тепловозной тяги и электрификации железных дорог в послевоенный период, когда к железнодорожному транспорту он уже не имел прямого отношения, а лишь курировал все виды транспорта в правительстве и в партии как первый заместитель председателя Совета Министров СССР и член Президиума ЦК КПСС, носило скорее субъективный, возможно даже какой-то патологический, характер.
Как писал А. Д. Марченко, Л. М. Каганович считал, что «…в условиях возможной ядерной войны противник уничтожит электростанции и нефтяные промыслы, и мы останемся без электроэнергии и дизтоплива. А это парализует работу железных дорог, если мы откажемся от паровозов». (Заметим, что по логике дальновидного политика «уничтожить» угольные шахты противнику, видимо, тогда было не по силам.)
Однако авторитетность мнения этого руководящего консерватора и его влияние на техническую политику транспорта опирались на административный ресурс, связанный с высокими постами в руководстве страной, которые Л. М. Каганович занимал. Вес этого властного «специалиста» был велик. Поэтому внедрение новых видов тяги на железных дорогах и их электрификация в первое послевоенное десятилетие существенно тормозились не только в силу объективных причин, о которых говорилось выше.
Теперь же и Л. М. Каганович, «ярый противник внедрения новых видов тяги», был вынужден сдаться и отступить. Его собственное положение в административной верхушке страны и партии к этому времени стало уже неустойчивым. Через год с небольшим, в июне 1957 г., он был отстранён от всех своих высоких постов за участие в так называемой «антипартийной группировке». Это лишило противников развития тепловозной тяги в государственном аппарате мощной опоры.
Своё критическое отношение и даже раздражение по поводу консервативной роли Л. М. Кагановича и его сторонников в государственном аппарате и их длительного негативного влияния на техническое развитие железнодорожного транспорта публично продемонстрировал и Н. С. Хрущёв. Правда, сделал он это только спустя несколько лет после смещения Кагановича с его руководящих постов. В докладе на XXII съезде КПСС 17 октября 1961 г. Н. С. Хрущёв говорил делегатам: «Вы помните, какой острой критике были подвергнуты на XX съезде консерваторы, которые считали себя специалистами в области железнодорожного транспорта. Их идеологом был именовавший себя „железным наркомом“ Каганович. Они долгое время упорно цеплялись за паровоз, не давали ходу электровозу и тепловозу. Тогда мы сломили их сопротивление, и техническое перевооружение транспорта пошло быстрыми темпами» (http://wiki.nashtransport.ru/wiki/История_железнодорожного_транспорта_Советского_Союза._Том_3._1945—1991_(книга,_часть_7)) (недоступная+ссылка)
По чертежам Харьковского завода транспортного машиностроения было организовано производство тепловозов серии ТЭ3, разработанной под руководством лауреата Сталинской премии А. А. Кирнарского, на Коломенском и Ворошиловградском (Луганском) заводах.
В конце 1956 года ХЗТМ построил первые два пассажирских тепловоза серии ТЭ7 (модификация ТЭ3), а в 1957 году перешел к их серийному производству.
В ноябре 1958 года ХЗТМ выпустил первый тепловоз серии ТЭ10 конструкции А. А. Кирнарского, а в 1960 году двухсекционный тепловоз серии ТЭ12 (в серии именован как 2ТЭ10). Этот тепловоз послужил основой для создания целого ряда серий двухсекционных, а впоследствии трёх- и четырёхсекционных тепловозов на Ворошиловградском (Луганском) заводе.
В 1960 году ХЗТМ начал производство пассажирских тепловозов серии ТЭ11 (в серии -ТЭП10). Одновременно на Коломенском заводе Л. С. Лебедянским был создан пассажирский тепловоз серии ТЭП60. В 1961 году Луганский тепловозостроительный завод создал тепловоз серии 2ТЭ10Л.
Рассматриваемый период характеризуется также разработкой тепловозов с гидравлической передачей. В конце 1956 года Муромский завод им. Ф. Э. Дзержинского построил два первых маневровых тепловоза серии ТГМ1, в 1962 году он же построил первый маневровый тепловоз серии ТГМ23. Также в этот период маневровые тепловозы с гидравлической передачей начал строить Ворошиловградский завод. В конце 1956 года он выпустил первый тепловоз серии ТГМ2. В октябре 1958 года Калужский машиностроительный завод выпустил первый маломощный тепловоз серии ТГК, а в 1960 году — тепловоз серии ТГК2. В 1959 году Людиновский завод построил первые пять тепловозов серии ТГМ3.
Помимо маневровых тепловозов с гидравлической передачей в этот период строились и магистральные гидротепловозы. Первым таким тепловозом стал опытный ТГ100 — 001, построенный в 1959 году Луганским заводом. В конце того же года завод построил первый тепловоз серии ТГ102. Серийное же производство этих тепловозов в октябре 1960 года начал Ленинградский (Невский) тепловозостроительный завод.
Луганский завод в 1961 году изготовил опытный тепловоз ТГ105 — 001, в октябре того же года был построен первый тепловоз серии ТГ106. В конце 1962 года Коломенский завод построил первый тепловоз серии ТГП50. Тепловозы ТГ106 и ТГП50 были мелкосерийными локомотивами (было построено соответственно три и две единицы).
В 1967 году Людиновский тепловозостроительный завод построил первые два тепловоза серии ТГ16, предназначенные для работы на железных дорогах Сахалина.
В СССР, помимо маневровых тепловозов с гидропередачей также строились подобные локомотивы с электрической передачей. В 1956 году Калужский завод построил первый тепловоз-электростанцию серии МЭС. В 1958 и 1959 годы Ворошиловградский (Луганский) завод построил четыре тепловоза серии ТЭВ (ТЭЛ). 19 июля 1958 года Брянский машиностроительный завод построил первый тепловоз серии ТЭМ1, а в 1960 г. начал строить тепловозы серии ТЭМ2 (усиленный вариант тепловоза серии ТЭМ1). Этот тепловоз является родоначальником целого ряда модифицированных локомотивов. На его же базе были созданы экспортные тепловозы (ТЭМ4, ТЭМ15 и др.). В 1970 году Брянский завод изготовил партию тепловозов серии ТЭМ5. В 1971 году он же выпустил лёгкий универсальный тепловоз серии ТЭМ6.
В 1964 году Луганский завод построил два опытных тепловоза серии М62. В 1965—1988 годах завод строил подобные тепловозы для Венгрии и других стран. В 1970—1976 годах тепловозы серии М62 строились для СССР. Тот же завод в 1968—1969 годах построил два опытных тепловоза серии ТЭ109. С 1975 года Людиновский тепловозостроительный завод строит манёврово-вывозной тепловоз повышенной мощности ТЭМ7.
1970-е годы характеризуются появлением более совершенных тепловозов. 3 марта 1971 года Ворошиловградский завод выпустил первый тепловоз серии 2ТЭ116. Эти тепловозы продолжают строиться и сейчас. Этот завод в том же году построил первые два тепловоза серии ТЭ114. Завод построил более 240 таких тепловозов для Сирии, Египта и других стран, и лишь 14 для отечественных промышленных предприятий.
В 1973 году Коломенский завод начал серийный выпуск пассажирского тепловоза ТЭП70. А в 1976 году построен первый ТЭП75.
В 1988 году Коломенским заводом построен пассажирский тепловоз с восьмиосным экипажем мощностью 6000 л. с. ТЭП80, на котором поставлен мировой рекорд скорости для тепловозов — 271 км/ч.
Знаменательной вехой в истории отечественного тепловозостроения стало создание в 1975 году Людиновским заводом мощного манёврово—вывозного тепловоза серии ТЭМ7. Эти тепловозы выпускаются по сей день (тепловозы серии ТЭМ7А).

## Новейший период (1976—1985)
Этот период начался созданием на Коломенском заводе в 1976 году пассажирского тепловоза серии ТЭП75 (на основе тепловоза серии ТЭП70).
Данный период характерен тем, что большую часть новых магистральных тепловозов создал Ворошиловградский завод. В 1976 году завод, прекратив строить для советских железных дорог односекционные тепловозы серии М62, начал выпускать двухсекционные локомотивы серии 2М62. В 1977 году тот же завод создал грузовой тепловоз серии 2ТЭ121. Уже в 1979 году Ворошиловградский завод построил первые трёхсекционные тепловозы серии 3ТЭ10М, а затем с 1981 года начал выпускать и двухсекционные тепловозы серии 2ТЭ10М. В том же году появились тепловозы серии 2ТЭ10МК. В 1981—1982 годах было построено четыре опытных тепловоза серии 2ТЭ116А. В конце 1982 году был построен опытный четырёхсекционный тепловоз 4ТЭ130 — 001. В 1983 году появились тепловозы серии 4ТЭ10С, предназначенные для Байкало-Амурской магистрали. В 1984 г. был построен опытный тепловоз ТЭ136 — 0001, а в 1985 году — опытный тепловоз ТЭ127 — 0001.
В данный период построен также целый ряд маневровых тепловозов. Так, в конце 1978 года Брянский завод построил опытный тепловоз серии ТЭМ2У, а с 1984 года начал строить их серийно. В 1978 году тот же завод изготовил опытный тепловоз ТЭМ2УС — 0001. В том же году Людиновский завод построил опытный тепловоз ТЭМ12 — 0001. В 1979 году появились тепловозы серии ТЭМ3. В 1981 году Камбарский машиностроительный завод начал строить тепловозы серии ТГМ40. Людиновский завод в 1983—1984 годах построил опытные тепловозы ТГМ9, ТГМ12 и ТГМ14.

## Современный период (1987 — наши дни)

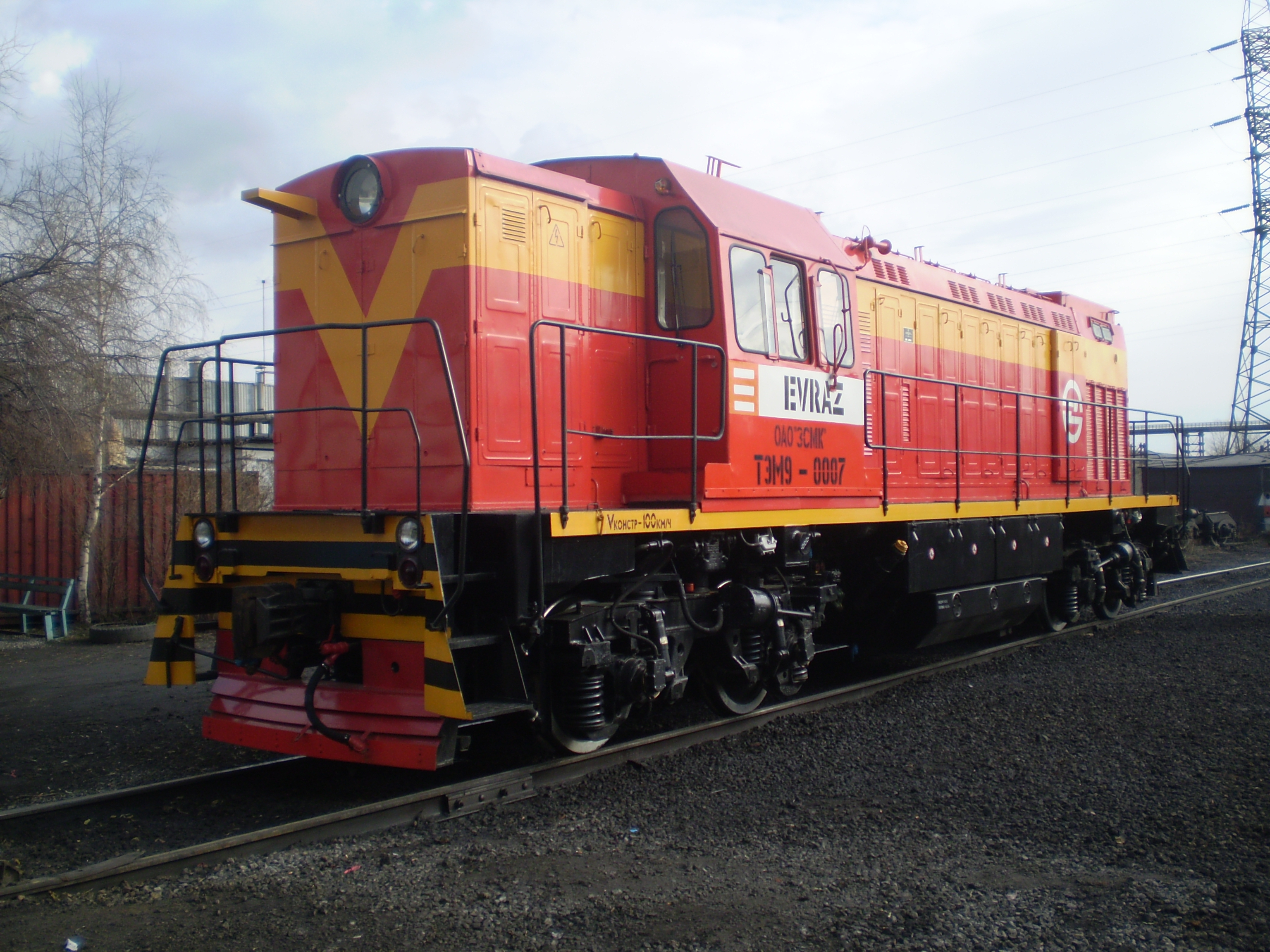
Тепловоз ТЭМ 9 Людиновского тепловозостроительного завода

Современный период отечественного тепловозостроения начался созданием в 1987—1988 годах Ворошиловградским заводом опытного двухсекционного грузового тепловоза 2ТЭ126 — 0001 (на базе тепловоза серии ТЭ136). В 1988 году Коломенский завод построил новый пассажирский тепловоз ТЭП80 — 0001, а в 1989 — ТЭП80 — 0002. На базе тепловоза ТЭП70 создан грузовой тепловоз 2ТЭ70 с двумя шестиосными секциями, унифицированный по основным узлам с пассажирскими тепловозами ТЭП70У и ТЭП70БС, предназначенный для вождения грузовых поездов массой до 6000 т. Тепловоз впервые представлен 14 июля 2004 года.
В 1990-х годах, несмотря на отсутствие заказов от МПС, Брянский завод продолжал работы над созданием новых типов локомотивов. Основу выпуска маневровых тепловозов на БМЗ составляет серия ТЭМ18 различных модификаций с дизелем 1-ПД4Д производства предприятия ОАО «Пензадизельмаш» и с передачей постоянного тока. Модификация ТЭМ18В строилась с дизелем Wärtsilä (W6L20LA мощностью 882 кВт). В 1997 году БМЗ построен первый в России газодизельный тепловоз серии ТЭМ18Г. В эти же годы конструкторы Брянского завода работали над созданием тепловозов с электрической передачей переменного тока. Первый такой тепловоз был создан в 1998 году переоборудованием тепловоза серии ТЭМ2. В 2000 году завод изготовил принципиально новый маневрово-вывозной тепловоз ТЭМ21 — 001. В 2005—2006 годах на заводе совместно с ВНИКТИ созданы грузовые двухсекционные тепловозы серий 2ТЭ25А и 2ТЭ25К.
Для Людиновского завода 1990-е годы характеризуются значительными экономическими трудностями из-за резкого спада заказов на маневровые и промышленные тепловозы. В этих сложных условиях были созданы новые локомотивы для железных дорог Сахалина: магистральный тепловоз серии ТГ22 и маневровый серии ТГМ11 взамен исчерпавших свой срок службы тепловозов серий ТГ16 и ТГМ7.
В 1998 году совместно с фирмой General Motors (США) заводом были построены два грузовых односекционных двухкабинных тепловоза серии ТЭРА1.
В 2009 году завод создал и запустил в производство маневровые тепловозы серии ТЭМ9, а в июле 2011 года был построен опытный тепловоз ТЭМ14 — 0001.